# Calvaire de Jandun
Le calvaire de Jandun est un calvaire situé à Jandun, en France.

## Localisation
Le calvaire est situé sur le terre-plein, devant l'église Notre-Dame-de-l'Assomption, sur la commune de Jandun, dans le département français des Ardennes.

## Historique
L'édifice est classé au titre des monuments historiques en 1963.